# L'Espace d'une vie
 (décembre 2017).
Si vous disposez d'ouvrages ou d'articles de référence ou si vous connaissez des sites web de qualité traitant du thème abordé ici, merci de compléter l'article en donnant les références utiles à sa vérifiabilité et en les liant à la section « Notes et références ».
L'Espace d'une vie (A Woman of Substance) est un roman de Barbara Taylor Bradford publié en 1979 aux États-Unis.

## Résumé
En 1904 à 14 ans, Emma est bonne au château des Fairley (GB). Elle perd sa mère en 1905. Edwin, fils Fairley, l'enceintre. Elle part. Son père meurt. Elle a Edwina. Elle travaille à Armley à la filature et travaille chez elle le soir et le dimanche. Elle loue une boutique d'alimentation en 1907. Puis elle ouvre aussi une boutique de mode. Elle épouse son bailleur, Joe qui, en 1910 achète un petit château. Ils ont Chris en 1911. Elle achète les magasins de fournitures en gros Greson. Joe est mobilisé en 1915 et tué. Elle fonde MRM, société holding en 1917. Elle achète la filature de Fairley en 1918. Elle épouse Arthur en 1920 et a Robin et Elizabeth en 1921. Edwina découvre que Joe n'est pas son père et rompt avec Emma. En 1925 Emma a Daisy de Paul, major australien et Arthur rompt. Ils achètent une villa à Londres. Edwina épouse Jeremy vers 1935 et a Anthony en 1936. En 1938 Paul et Emma vont aux USA. Elle rentre seule. Paul va à Sydney pour affaires et meurt. Emma hérite. Daisy épouse David en 1943 et Robin épouse Valérie en 1944. Daisy a Paula en 1945 et revient chez Emma. En 1968 Emma lit son testament à toute la famille, lègue ses magasins à Paula et déshérite ses enfants.

## Mini-série
Le roman a été adapté en mini-série britannique en trois épisodes totalisant 290 minutes et diffusée en janvier 1985 sur Channel 4 et mettant en vedette Deborah Kerr.
Elle a été diffusée au Québec à partir du 16 septembre 1985 à la Télévision de Radio-Canada, et en France à partir du 27 avril 1986 sur La Cinq, et en Suisse sur TSR1.